# Bufonia murbeckii
Bufonia murbeckii är en nejlikväxtart som beskrevs av Emberger. Bufonia murbeckii ingår i släktet Bufonia och familjen nejlikväxter. Inga underarter finns listade i Catalogue of Life.